# Faszcze (gmina Wysokie Mazowieckie)
Faszcze – wieś w Polsce położona w województwie podlaskim, w powiecie wysokomazowieckim, w gminie Wysokie Mazowieckie.
Wierni kościoła rzymskokatolickiego należą do parafii św. Michała Archanioła w Jabłonce Kościelnej.

## Historia
W wieku XIII, po upadku plemion pruskich podbitych przez Krzyżaków, wielu z nich przeniosło się do Polski. Niektórzy zamieszkali później w okolicy Kobylina i Zawad. Ich następcy przyjęli herb Prus.
Faszcze-Jabłoń założone przez potomków szlachty pruskiej herbu Prus II. Wieś wtedy leżała na Mazowszu, tuż przy granicy z Wielkim Księstwem Litewskim.
W XV stuleciu część rodu przesiedliła się na Podlasie, gdzie założyła osadę Faszcze lub Faszczewo. W XVII stuleciu jedna ich linia przyjęła nazwisko Faszczewski, druga została się przy starym – Faszcz.
W roku 1827 Faszcze-Jabłoń liczyła 22 domy i 155 mieszkańców.
W końcu wieku XIX wieś drobnoszlachecka w powiecie łomżyńskim, gmina Zambrowo, parafia Kołaki.
W latach 1921–1939 wieś leżała w województwie białostockim, w powiecie łomżyńskim, w gminie Długobórz.
Według Powszechnego Spisu Ludności z 1921 roku wieś zamieszkiwały 72 osoby w 11 budynkach mieszkalnych. Miejscowość należała do parafii rzymskokatolickiej w Jabłonce Kościelnej. Podlegała pod Sąd Grodzki w Zambrowie i Okręgowy w Łomży; właściwy urząd pocztowy mieścił się w Jabłonce.
W wyniku napaści ZSRR na Polskę we wrześniu 1939 miejscowość znalazła się pod okupacją sowiecką. Od czerwca 1941 roku pod okupacją niemiecką. Od 22 lipca 1941 r. do wyzwolenia włączona w skład okręgu białostockiego III Rzeszy.
W latach 1975–1998 miejscowość administracyjnie należała do województwa łomżyńskiego.

## Transport
Miejscowość położona przy drodze krajowej nr 66 oraz przy drodze lokalnej łączącej Jabłonkę Kościelną z miejscowościami Rosochate Kościelne i Czyżew-Osada. Na DK66 w Faszczach znajduje się jedyna stacja benzynowa na odcinku Zambrów – Wysokie Mazowieckie.
Wieś oddalona o 1 km od Jabłonki Kościelnej, 9 km od Wysokiego Mazowieckiego i 8 km od Zambrowa.